# Saffranskronad vävare
Saffranskronad vävare (Ploceus bertrandi) är en fågel i familjen vävare inom ordningen tättingar.

## Utbredning och systematik
Fågeln förekommer i höglänta områden i Tanzania, Zambia, Malawi och norra Moçambique. Den behandlas som monotypisk, det vill säga att den inte delas in i några underarter.

## Status
Arten har ett stort utbredningsområde och beståndet anses vara stabilt. Internationella naturvårdsunionen IUCN listar den därför som livskraftig (LC).

## Namn
Fågelns vetenskapliga artnamn hedrar Bertram Lutley Sclater (1866-1897), kapten i British Army, ingenjör och underrättelseofficer i Nyasaland 1891-1893. Han var son till orniotlogen Philip Lutley Sclater, som i sin tur var poliskommissionär i dåvarande Nyasaland när Alexander Whyte upptäckte arten. Tidigare kallades den bertramvävare även på svenska, men tilldelades 2024 ett mer informativt namn av BirdLife Sveriges taxonomikommitté.